# Rhexius schmitti
Rhexius schmitti är en skalbaggsart som beskrevs av Brendel 1893. Rhexius schmitti ingår i släktet Rhexius och familjen kortvingar. Inga underarter finns listade i Catalogue of Life.